# Kovács József (rövidtávfutó)
Kovács József, ismert becenevén Kléri, (Budapest, 1911. március 14. – Budapest, 1990. augusztus 18.) magyar atléta, rövidtávfutó, gátfutó. 29-szeres országos bajnok, 20 országos csúcsidővel. A magyar atlétika első szabadtéri Európa-bajnoka.

## Életpályája
Magasugróként kezdett sportolni a Kereskedők Atlétikai Országos Egyesületében (KAOE), majd 1927–1942 között a Budapesti Budai Torna Egylet (BBTE) rövidtávfutó és gátfutó atlétája volt. 1950–1954 között a magyar atlétikai válogatott rövidtávfutó- és váltószakágának vezetőedzőjeként tevékenykedett. 1962–1968 között az Indiai College of Physical Education Atlétikai Tanszékének megbízott vezetőjeként dolgozott. 1968–1974 között a Török Atlétikai Szövetség, ezt követően a Budapesti Egyetemi Atlétikai Club (BEAC) edzője volt.
1930–1938 között 27-szeres válogatott volt. 1931–1937 között 20-szoros országos csúcstartó, az első 48 mp-en belüli magyar 400-as, az első 15 mp-en belüli magyar 110 m-es gátfutó. 1934-ben a magyar atlétika első Európa-bajnoka 110 m-es gátfutásban, 2. helyezett 4 × 100 méteres váltó tagjaként (Sír Józseffel, Gyenes Gyulával és Forgács Lászlóval) 41,4 másodperces idővel. 200 méteren 4. helyezett lett 21,7 másodperccel. 1935-ben 2-szeres főiskolai világbajnok, főiskolai világbajnok 2. helyezett. 1936-ban a berlini olimpián fogadalomtevő volt és 6. helyezést ért el 4 × 400 méteres váltóban 14,8 perc alatt. 1938-ban Európa-bajnoki 2. helyezett lett 400 méter gáton 53,3 másodperces idővel.
Sírja a Farkasréti temetőben látogatható (44/6-1-32).

## Legjobb eredményei
- 110 méteres gátfutás: 14,8 s (1934)
- 200 méteres gátfutás: 23,7 s (1934)
- 400 méteres gátfutás: 52,9 s (1936)
- 100 méteres futás: 10,5 s (1934)
- 200 méteres futás: 21,0 s (1933)
- 400 méteres futás: 47,7 (1937)